# Rhyniophyta
Os rhyniófitos são um grupo de plantas vasculares antigas extintas que são consideradas semelhantes ao gênero Rhynia, encontrado no início do Devoniano (por volta de 419 até 393 milhões de anos atrás). As fontes variam no nome e na classificação usada para este grupo, alguns tratando-o como a classe Rhyniopsida, outros como a subdivisão Rhyniophytina ou a divisão Rhyniophyta. A primeira definição do grupo, sob o nome de Rhyniophytina, foi por Banks, :8 desde quando houve muitas redefinições, :96–97inclusive pelo próprio Banks. "Como resultado, os Rhyniophytina dissolveram-se lentamente em uma coleção heterogênea de plantas... o grupo contém apenas uma espécie em que todos os autores concordam: a espécie-tipo Rhynia gwynne-vaughanii". :94 Quando definido de forma muito ampla, o grupo consiste em plantas com eixos aéreos nus ("caules") dicotomicamente ramificados e com estruturas terminais de esporos (esporângios). :227 Os rinófitos são considerados traqueófitos do grupo caule (plantas vasculares).

## Definições
O grupo foi descrito como uma subdivisão da divisão Tracheophyta por Harlan Parker Banks em 1968 sob o nome de Rhyniophytina. A definição original era: "plantas com eixos nus (sem emergências), dicotomizantes com esporângios terminais, geralmente fusiformes e que podem deiscar longitudinalmente; são plantas diminutas e, até onde se sabe, possuem um pequeno fio de xilema terete com uma protoxilema central." :8 Com esta definição, eles são polisporangiófitos, uma vez que seus esporófitos consistiam em caules ramificados com esporângios (órgãos formadores de esporos). Eles não tinham folhas ou raízes verdadeiras, mas tinham tecido vascular simples. Informalmente, eles são frequentemente chamados de rinófitos ou, como mencionado abaixo, rhiniofitóides.
No entanto, como originalmente circunscrito, verificou-se que o grupo não era monofilético, uma vez que alguns de seus membros agora são conhecidos por não terem tecido vascular. A definição que parece ser mais usada atualmente é a de D. Edwards e DS Edwards: "plantas com eixos lisos, sem espinhos ou folhas bem definidas, apresentando uma variedade de padrões de ramificação que podem ser isotômicas, anisotômicas, pseudomonopodiais ou adventícias. Os esporângios alongados a globosos foram terminais nos eixos principais ou nos sistemas laterais apresentando ramificações limitadas. Parece provável que o xilema, composto por um cordão sólido de traqueídes, fosse central." :216No entanto, Edwards e Edwards também decidiram incluir rhyniophytoids, plantas que "se parecem com rhyniófitas, mas não podem ser atribuídas inequivocamente a esse grupo devido à preservação anatômica inadequada", mas excluem plantas como Aglaophyton e Horneophyton que definitivamente não possuem traqueídes. :214–215
Em 1966, pouco antes de Banks criar a subdivisão, o grupo foi tratado como uma divisão sob o nome de Rhyniophyta. Taylor et al. em seu livro Paleobotany usam Rhyniophyta como um táxon formal, :1028 mas com uma definição vaga: plantas "caracterizadas por eixos aéreos nus dicotomicamente ramificados com esporângios terminais". :227 Assim, incluem em "outros rinófitos" plantas aparentemente sem tecido vascular. :246ff
Em 2010, foi sugerido o nome paratraqueófitos, para distinguir essas plantas de traqueófitos ou eutraqueófitos 'verdadeiros'.
Em 2013, Hao e Xue retornaram à definição anterior. Sua classe Rhyniopsida (rhyniopsids) é definida pela presença de esporângios que terminam sistemas de ramificação isotômica (ou seja, as plantas têm padrões de ramificação em que os galhos são do mesmo tamanho, em vez de um ramo dominante, como o tronco de uma árvore). A forma e a simetria dos esporângios foram então usadas para dividir o grupo. Rhynialeans (ordem Rhyniales), como Rhynia gwynne-vaughanii, Stockmansella e Huvenia, tinham esporângios radialmente simétricos que eram mais longos do que largos e possuíam tecido vascular com traqueídes do tipo S. Cooksonoids, como Cooksonia pertoni, C. paranensis e C. hemisphaerica, tinha esporângios radialmente simétricos ou em forma de trombeta, sem evidência clara de tecido vascular. Renalioides, como Aberlemnia, Cooksonia crassiparietilis e Renalia, apresentavam esporângios e protostelos bilateralmente simétricos. :329

## Taxonomia
Não há consenso sobre a classificação formal a ser utilizada para os rinófitos. :96–97 A seguir estão alguns dos nomes que podem ser usados:
- Divisão Rhyniophyta Cronq., Takht. & Zimmermann (1966) Cronq., Takht. & Zimmermann (1966)[3] :227ff,1028,[6]
  - Subdivisão Rhyniophytina Banks (1968)[2] :8[4]
    - Classe Rhyniopsida Kryshtofovich (1925)[9]
      - Ordem Rhyniales Němejc (1950)[10]
        - Família Rhyniaceae Kidston & Lang (1920)[11] :616

### Filogenia
Em 2004, Crane et al. publicou um cladograma para os polisporangiófitos em que as Rhyniaceae são mostradas como o grupo irmão de todas as outras traqueófitas (plantas vasculares). Alguns outros ex-rinófitos, como Horneophyton e Aglaophyton, são colocados fora do clado tracheophyta, pois não possuíam tecido vascular verdadeiro (em particular, não possuíam traqueídes). No entanto, tanto Horneophyton quanto Aglaophyton foram provisoriamente classificados como traqueófitos em pelo menos uma análise cladística recente de plantas terrestres do início do Devoniano. :244–245
Cladograma parcial por Crane et al. incluindo as riniófitas mais conclusivas:
|  | Huvenia                                                  |
|  |                                                          |
|  | \| \| Rhynia \| \| \| \| \| \| Stockmansella \| \| \| \| |
|  |                                                          |
|  | Rhynia                                                   |
|  |                                                          |
|  | Stockmansella                                            |
|  |                                                          |

|  | Rhynia        |
|  |               |
|  | Stockmansella |
|  |               |

|  | Lycopodiophytina e grupos basais |
|  |                                  |
|  | Euphyllophytina                  |
|  |                                  |

|  | Huvenia                                                  |
|  |                                                          |
|  | \| \| Rhynia \| \| \| \| \| \| Stockmansella \| \| \| \| |
|  |                                                          |
|  | Rhynia                                                   |
|  |                                                          |
|  | Stockmansella                                            |
|  |                                                          |

|  | Rhynia        |
|  |               |
|  | Stockmansella |
|  |               |

|  | Lycopodiophytina e grupos basais |
|  |                                  |
|  | Euphyllophytina                  |
|  |                                  |

|  | Huvenia                                                  |
|  |                                                          |
|  | \| \| Rhynia \| \| \| \| \| \| Stockmansella \| \| \| \| |
|  |                                                          |
|  | Rhynia                                                   |
|  |                                                          |
|  | Stockmansella                                            |
|  |                                                          |

|  | Rhynia        |
|  |               |
|  | Stockmansella |
|  |               |

|  | Lycopodiophytina e grupos basais |
|  |                                  |
|  | Euphyllophytina                  |
|  |                                  |

|  | Huvenia                                                  |
|  |                                                          |
|  | \| \| Rhynia \| \| \| \| \| \| Stockmansella \| \| \| \| |
|  |                                                          |
|  | Rhynia                                                   |
|  |                                                          |
|  | Stockmansella                                            |
|  |                                                          |

|  | Rhynia        |
|  |               |
|  | Stockmansella |
|  |               |

|  | Lycopodiophytina e grupos basais |
|  |                                  |
|  | Euphyllophytina                  |
|  |                                  |

|  | Huvenia                                                  |
|  |                                                          |
|  | \| \| Rhynia \| \| \| \| \| \| Stockmansella \| \| \| \| |
|  |                                                          |
|  | Rhynia                                                   |
|  |                                                          |
|  | Stockmansella                                            |
|  |                                                          |

|  | Rhynia        |
|  |               |
|  | Stockmansella |
|  |               |

|  | Lycopodiophytina e grupos basais |
|  |                                  |
|  | Euphyllophytina                  |
|  |                                  |

|  | Huvenia                                                  |
|  |                                                          |
|  | \| \| Rhynia \| \| \| \| \| \| Stockmansella \| \| \| \| |
|  |                                                          |
|  | Rhynia                                                   |
|  |                                                          |
|  | Stockmansella                                            |
|  |                                                          |

|  | Rhynia        |
|  |               |
|  | Stockmansella |
|  |               |

|  | Lycopodiophytina e grupos basais |
|  |                                  |
|  | Euphyllophytina                  |
|  |                                  |

|  | Huvenia                                                  |
|  |                                                          |
|  | \| \| Rhynia \| \| \| \| \| \| Stockmansella \| \| \| \| |
|  |                                                          |
|  | Rhynia                                                   |
|  |                                                          |
|  | Stockmansella                                            |
|  |                                                          |

|  | Rhynia        |
|  |               |
|  | Stockmansella |
|  |               |

|  | Lycopodiophytina e grupos basais |
|  |                                  |
|  | Euphyllophytina                  |
|  |                                  |

|  | Huvenia                                                  |
|  |                                                          |
|  | \| \| Rhynia \| \| \| \| \| \| Stockmansella \| \| \| \| |
|  |                                                          |
|  | Rhynia                                                   |
|  |                                                          |
|  | Stockmansella                                            |
|  |                                                          |

|  | Rhynia        |
|  |               |
|  | Stockmansella |
|  |               |

|  | Lycopodiophytina e grupos basais |
|  |                                  |
|  | Euphyllophytina                  |
|  |                                  |

(Veja o artigo Polysporangiophyta para o cladograma expandido.)

### Gêneros
O táxon e os termos informais correspondentes a ele têm sido usados de diferentes maneiras. Hao e Xue em 2013 circunscreveram seu Rhyniopsida de forma bastante ampla, dividindo-o em rhynialeans, cooksonoids e renalioids. :47–49Os gêneros incluídos por Hao e Xue estão listados abaixo, com atribuições para seus três subgrupos, onde são dadas. :329
- Aberlemnia (renalioids)
- Aglaophyton (rhynialeans)
- Caia
- Cooksonia (cooksonioids + renalioids)
- Culullitheca
- Eogaspesiea (= Eogaspesia) (rhynialeans)
- Eorhynia
- Filiformorama
- Fusitheca (= Fusiformitheca)
- Grisellatheca
- Hsua (=Hsüa) (renalioids)
- Huia
- Huvenia (rhynialeans)
- Junggaria (= Cooksonella, Eocooksonia)
- Pertonella
- Renalia (renalioids)
- Resilitheca
- Rhynia (rhynialeans)
- Salopella (rhynialeans?)
- Sartilmania
- Sennicaulis
- Sporathylacium
- Steganotheca
- Stockmansella (rhynialeans)
- Tarrantia (rhynialeans?)
- Tortilicaulis
- Uskiella (rhynialeans)

Tem sido sugerido que a mal preservada Eohostimella, encontrada em depósitos do início do Siluriano (Llandovery, por volta de 440 para 430 milhões de anos atrás), também pode ser um rinófito. Outros colocaram alguns desses gêneros em grupos diferentes. Por exemplo, Tortilicaulis foi considerado um horneófito.

## Flora Rhynie
O termo geral " rhyniophytes " ou " rhyniophytoids " às vezes é usado para o conjunto de plantas encontradas nos leitos fósseis ricos em Rhynie chert Lagerstätte em Aberdeenshire, Escócia, e locais aproximadamente coevos com flora semelhante. Usados dessa maneira, esses termos se referem a um conjunto florístico de plantas terrestres primitivas mais ou menos relacionadas, não a um táxon. Embora os rinófitos estejam bem representados, plantas com anatomia mais simples, como Aglaophyton, também são comuns; também existem plantas mais complexas, como Asteroxylon, que tem uma forma muito precoce de folhas.